# 巨蛇座W
巨蛇座W是在巨蛇座的多星系統。這個系統的視星等以剛好超過14天的時間週期在8.42和10.2等之間變化，但因為光度太黯淡，以致肉眼看不見它們。變化的主要原因是系統中有一對食雙星（即一顆恆星從另一顆恆星前面經過，導致亮度發生變化）。然而，其週期的變化表明，一顆或兩顆成員星在彼此相互作用時，亮度存在與生俱來的變化，而很難分離光來確定其性質。週期每年增加14秒，表明有大量物質正在從較大但較暗的星轉移到較小但較亮的星
發現這個系統有吸積盤，是在巨蛇座中第一個發現的，這個食雙星含有異常強烈的遠紫外線譜線。這個系統有從一顆星傳移質量至另一顆星的高轉移率，因而被認為會先演化成雙週期變星，然後成為經典的大陵五型變星。在質量轉移的後期，此類系統可以發展出光學后的星周盤，而成為獨立的巨蛇座W型變星 。這個類型可能也代表不同類型的系統，相較於巨蛇座W型會是更年輕和有更大的質量。
伴星的光譜類型尚不清楚；較熱且較亮的主星被歸F型巨星。然而，它的物質似乎完全被遮蔽了；另一種理論認為它是一顆高溫的主序星，因為它似乎太亮了，不應該是F類的恆星，而環繞在周圍的物質提供了光譜。還沒有檢測到伴星（體積較大但較暗淡）的光譜。對偏光的檢視顯示，噴流的物質似乎來自主星。

## 進階讀物
https://www.eso.org/sci/publications/messenger/archive/no.39-mar85/messenger-no39-40-42.pdf （页面存档备份，存于）